# Новопокровский (Брянский район)
Новопокровский — посёлок в Брянском районе Брянской области, в составе Добрунского сельского поселения. Расположен в 2,5 км к западу от села Теменичи. Население — 98 человек (2010).

## История
Основан в начале XX века. До 1959 года входил в Трубчинский сельсовет, в 1959—1970 в Толмачевский, в 1970—2000 — в Теменичский сельсовет.
В 1964 году к поселку присоединен посёлок Новопреображенский.
| Годы      | 1926 | 1979 | 1989 | 2002 | 2010 |
| --------- | ---- | ---- | ---- | ---- | ---- |
| Население | 179  | 210  | 163  | 106  | 98   |